# Scum (film 1979)
Scum è un film britannico del 1979 diretto da Alan Clarke e interpretato da Ray Winstone, Mick Ford, Julian Firth e John Blundell. Il film ritrae la brutalità della vita all'interno di un centro di custodia giovanile britannico. La sceneggiatura è stata originariamente filmata come un dramma televisivo per la serie Play for Today della BBC nel 1977. Tuttavia, a causa della violenza rappresentata, è stata ritirata dalla trasmissione. Due anni dopo, il regista Alan Clarke e lo sceneggiatore Roy Minton lo hanno rifatto come un film, trasmesso per la prima volta su Channel 4 nel 1983. A questo punto il sistema dei riformatori era stato riformato. La versione televisiva originale fu infine autorizzata ad essere trasmessa otto anni dopo, nel 1991.
Il film racconta la storia di un giovane criminale di nome Carlin quando arriva all'istituto e la sua ascesa attraverso la violenza e l'autoprotezione ai vertici della gerarchia dei detenuti, puramente come strumento per sopravvivere. Al di là della trama individuale di Carlin, il film funge anche da atto d'accusa dei difetti del sistema dei riformatori senza alcun tentativo di riabilitazione. Sia i guardiani che i detenuti sono brutalizzati dal sistema. La polemica del film è nata sulla sua rappresentazione grafica di razzismo, violenza estrema, stupro, suicidio, molti litigi e un linguaggio molto forte.

## Trama
Tre giovani arrivano in un centro di detenzione a bordo di un furgone di proprietà del carcere: Carlin, accusato di aver rubato dalla discarica di rottami del fratello; Angel su cui grava l'accusa di furto d'auto, ed infine Davis, fuggito da un istituto di rieducazione minorile. A ciascuno di loro viene assegnata una collocazione; Angel e Davis ottengono due distinte stanze private, mentre Carlin viene spedito in un dormitorio.
Carlin, già al suo secondo trasferimento per l'aggressione ai danni di un direttore, decide di mantenere un basso profilo. Farà quindi amicizia con Archer, un detenuto eccentrico fuori dai canoni, intenzionato ad utilizzare i metodi della non violenza, per generare più fastidi possibili. Banks, che conosce Carlin per la sua reputazione, lo cerca per ingaggiare con lui un vero e proprio conflitto: in gioco c'è il mantenimento di potere e influenza su quell'ala del centro.
Carlin non riesce ad integrarsi nel dormitorio, e dopo aver assistito alle violenze contro il più timido Davis, bullizzato e attaccato da Banks, viene aggredito dallo stesso, che ripetutamente lo colpisce con una testata.
Carlin pianificherà in modo scientifico la sua vendetta su Banks. Scegliendo il momento giusto, utilizzerà un'arma improvvisata inserendo due palle da biliardo all'interno di un calzino e colpirà il rivale nei bagni. Questo gli servirà per definire il nuovo statu quo: sarà lo stesso Carlin il nuovo "Daddy", termine con il quale si indica il capo dell'ala. Se Banks si frapporrà a questo stato delle cose, interferendo con gli affari di Carlin e dei suoi amici, sarà ucciso. L'ascesa di Carlin sarà inarrestabile e in seguito al violento pestaggio ai danni del "Daddy" che governa l'ala adiacente alla sua, conquisterà il potere anche su quella.
Sotto l'egida di Carlin, la vita carceraria sembra migliorare, soprattutto per i detenuti più giovani e vulnerabili. In questo modo Carlin acquisisce fiducia tra le guardie della struttura, interessate a mantenere l'ordine attraverso il potere dei numerosi "Daddy". Alle guardie, Carlin chiede un trasferimento dal dormitorio ad una cella singola, in cambio di un accordo che gli assegni la responsabilità come leader naturale. Mr Goodyear, il direttore, offre quindi a Carlin una posizione di leadership nella struttura.
Toyne, detenuto del centro, viene a conoscenza della morte della moglie attraverso una lettera vergata dai suoceri. Nel gorgo della disperazione, si taglia le vene dei polsi. Verrà trasferito in un'altra prigione, ma la notizia di un secondo tentativo di suicidio, stavolta andato a buon fine, giungerà a tutti i detenuti. Davis, nel frattempo, viene incastrato per furto da Eckersley e quindi denunciato. Successivamente sarà stuprato da tre giovani in una serra. Sands, il guardiano, assiste alla violenza, sorridendo. Davis scivola nella disperazione e si uccide tagliandosi con la lama di un rasoio, all'interno della sua stanza. Con un repentino ripensamento, premerà il pulsante per chiamare i soccorsi, ma sarà ignorato dal guardiano Greaves, che lo lascerà morire in un lago di sangue.
Il suicidio di Davis provocherà reazioni emotive molto forti all'interno della struttura, fino al rifiuto di assumere cibo da parte di tutti i detenuti, durante il pasto quotidiano servito nella mensa. Carlin darà inizio ad una rivolta di massa nella sala da pranzo. Insieme ad Archer e ad un amico di Toyne chiamato Meakin, vengono trascinati privi di sensi e ricoperti di sangue, dopo il pestaggio subito dai guardiani. Il governatore della struttura li informerà che i danni inferti alla sala da pranzo, saranno risarciti sottraendo denaro dai guadagni individuali. Nella sequenza conclusiva,  lo stesso governatore chiederà un minuto di preghiera silenziosa per i detenuti che si sono tolti la vita.

## Produzione
Una prima versione di Scum fu originariamente realizzata nel 1977 come dramma televisivo per la serie BBC Play For Today, ma non fu mai trasmessa a causa di alcune sequenze molto dure e violente e per il modo critico in cui veniva rappresentata un'istituzione del governo inglese. Il progetto iniziale era quello dello sceneggiatore Roy Minton, che in fase preparatoria aveva incontrato e intervistato gli ex ospiti dei centri di detenzione giovanile.. Nel 1977 il controller della BBC era Brian Cowgill, sotto la cui direzione il film avrebbe debuttato su BBC1. Cowgill sarà sostituito dal più morigerato Billy Cotton durante la fase finale della produzione, cambiamento che obbligò Alan Clarke ad operare alcuni tagli e che si risolse con l'annullamento definitivo della programmazione.
Due anni dopo, nel 1979, il regista Alan Clarke e lo sceneggiatore Roy Minton realizzano una nuova versione pensata per le sale cinematografiche. La produzione esecutiva viene affidata a Don Boyd, insieme a Clive Parsons e Davina Belling. Proprio Parsons e la Belling, chiederanno di smussare i toni e tagliare le immagini più crude del suicidio di Davis e soprattutto contesteranno la scelta radicale di Clarke di non inserire alcun commento musicale; Clarke e Minton si rifiuteranno di operare tali cambiamenti e avranno la meglio. Gli stessi rapporti tra lo sceneggiatore Roy Minton e Alan Clarke si deterioreranno durante la lavorazione del film, per alcune trasformazioni rispetto allo script originale sgradite dallo stesso Minton, tanto che dovette intervenire il produttore Don Boyd a calmare le acque e a rimettere insieme i pezzi di un rapporto ormai deteriorato. Il film fu presentato al Festival di Cannes, mentre sarà programmato in televisione per la prima volta nel 1983, su Channel 4, ovvero durante la radicale trasformazione dei centri di detenzione, che diventerà definitiva nel 1988, quando l'intero sistema sarà traghettato verso la costituzione delle nuove carceri minorili. Non a caso, la versione televisiva originale del 1977 fu messa in onda solamente otto anni dopo, nel 1991.

## Differenze con la produzione originale della BBC
Il film contiene molte differenze rispetto alla versione originale della BBC del 1977. Il film contiene un linguaggio forte ed è molto più violento e grafico rispetto alla versione della BBC. Ray Winstone, John Blundell, Phil Daniels, John Judd, Ray Burdis e Patrick Murray riprendono i rispettivi ruoli di Carlin, Banks, Richards, Sands, Eckersley e Dougan dalla versione della BBC, mentre altri ruoli vengono diversamente assegnati. David Threlfall avrebbe dovuto riprendere il suo ruolo di Archer dalla versione della BBC, ma all'epoca stava lavorando con la Royal Shakespeare Company ed è stato successivamente sostituito da Mick Ford. 
Oltre al cast, ci sono differenze rilevanti anche per quanto riguarda la trama. Nella versione della BBC è presente infatti una relazione omosessuale tra Carlin e un altro detenuto, che è stata eliminata dal film. Una scelta che, a detto dello sceneggiatore Minton, è stata un errore perché dal suo punto di vista, avrebbe potenziato il carattere di Carlin in un contesto dove non poteva permettersi di essere vulnerabile.
La storia di Carlin, serve ad Alan Clarke per analizzare negativamente i difetti strutturali dei centri di detenzione giovanile, vere e proprie realtà carcerarie che non consentivano alcun tipo di riabilitazione. Oggetto di violenze e delle brutalità che si consumano all'interno non sono solo i detenuti, ma anche le guardie, parte di un sistema gerarchico con regole non scritte. Alan Clarke utilizza un linguaggio asciutto e crudo, con una rappresentazione grafica della violenza in tutte le sue declinazioni. Secondo alcuni critici la versione del 1979, slegata dal contesto televisivo, è più estrema di quella del 1977 per il modo in cui l'intensità della violenza razzista ed omofobica, viene mostrata senza alcun filtro.

## Accoglienza

### Critica
Mary Whitehouse, attivista e allora presidente dell'associazione nazionale degli ascoltatori e degli spettatori, fece ricorso contro Channel 4 e il presidente dell'Indipendent Broadcasting Authority per aver approvato la messa in onda di Scum nel giugno del 1983. Dopo aver vinto inizialmente la causa, un ricorso dell'azienda ribalterà il verdetto dell'Alta corte, annullando la sentenza in appello.
Il film gode oggi di un vero e proprio status di culto ed è stato positivamente considerato dalla critica internazionale. Philip Thomas, critico dell'Empire, ha scritto: "La brutalità di Scum lo rende un film davvero straziante. I luoghi squallidi e pieni di polvere, gli interni anonimi e inospitali dell'istituzione carceraria, un cast in stato di grazie e la magnifica recitazione di tutti gli attori, inclusi quelli dello staff carcerario, contribuiscono a descrivere i centri di detenzione giovanili come un vero e proprio inferno." Rotten Tomatoes, aggregatore di recensioni cinematografiche, per quanto riguarda Scum segnala un indice di gradimento dell'89%..

## Influenze
Nel 2010 è uscito un film canadese intitolato Dog Pound, chiaramente ispirato al film di Alan Clarke.

## Il restauro del 2017
Nel 2017, la casa di distribuzione e di home entertainment Kino Lorber, in seguito al nuovo restauro del film, ha programmato Scum in una serie di sale selezionate per un periodo di tempo limitato.